# 龐安竹
龐安竹（英語：Andrew Charles Parmley；1956年10月17日—），是英國倫敦巴恩斯哈罗迪恩学校的校長，2016－2017年度倫敦市市長。他是倫敦市玻璃同業工會前主席，並為該同業工會首位當選倫敦市市長的人物。

## 骑士爵位

伦敦市的徽章

- KStJ、Order of St John of Jerusalem （2019）[6]
- 友谊勋章

## 外部連結
- www.cityoflondon.gov.uk
- The Lord Mayor's Show (BBC) （页面存档备份，存于）